# Heteropseudinca bergeri
Heteropseudinca bergeri är en skalbaggsart som beskrevs av Ruter 1977. Heteropseudinca bergeri ingår i släktet Heteropseudinca och familjen Cetoniidae. Inga underarter finns listade i Catalogue of Life.